# Schönfeld/Zeidelweide
Schönfeld und Zeidelweide sind Bezeichnungen für eine oder zwei nahe beieinander liegende Ortswüstungen zwischen Adorf/Vogtl. und Bad Elster im südlichen Vogtland und Vogtlandkreis. 
Schönfeld ist dabei der Name einer mittelalterlichen Wasserburg, die als „Altes Schloß (Schönfeld)“ bezeichnet wird. Dabei handelt es sich um die Ringwallanlage Elster, die sich im Bereich des Naturschutzgebietes Zeidelweide und Pfaffenloh befindet. Schönfeld bezeichnet aber auch eine Ortswüstung, die wahrscheinlich gleichbedeutend mit Zeidelweide ist. Schönfeld wurde 1236 als Heinricus de Sconinvelt erstmals erwähnt. Spätere Nennungen sind Schonvelt (1378), Schonfelt (1410) und Der von Adorff wusstung Schonfelt, ein wuestunge Schonnfeltt (1542). 1236 handelte es sich also im einen Herrschaftssitz; 1378 gehörte Schönfeld zum castrum Voigtsberg. Zeidelweide hingegen wurde 1335 als daz dorf czu Czidelern erstmals erwähnt. Damals war es dem Deutschen Ritterorden zu Adorf zugehörig. Spätere Nennungen sind Zeidler, Zeyttelweide (1448), Wiese u. Wüstung die Zeitel-Weide genannt (1778) und im 19. und 20. Jahrhundert als Zeidelweide (-bach).

## Belege
1. ↑  Schönfeld (1) – HOV | ISGV. Abgerufen am 18. Dezember 2023.
2. ↑  Zeidelweide – HOV | ISGV. Abgerufen am 18. Dezember 2023.

Koordinaten: 50° 18′ N, 12° 14′ O